# Асахікава (аеропорт)
Аеропорт Асахікава (яп. 旭川空港, あさひかわくうこう, асахікава куко; англ. Asahikawa Airport) — особливий регіональний вузловий міжнародний аеропорт в Японії, розташований в місті Асахікава та містечку Хіґасі-Каґура префектури Хоккайдо. Розпочав роботу з 1966 року. Спеціалізується на внутрішніх та міжнародних авіаперевезеннях.